# The Dish Ran Away with the Spoon
Pour plus de détails, voir Fiche technique et Distribution.
The Dish Ran Away with the Spoon est un dessin animé américain réalisé par Rudolf Ising, sorti en 1933.
Produit par Leon Schlesinger Studios et distribué par Warner Bros. Pictures ce dessin animé fait partie de la série des Merrie Melodies.

## Fiche technique
- Titre original : The Dish Ran Away with the Spoon
- Titre en français : inconnu
- Réalisation : Rudolf Ising
- Producteurs : Hugh Harman, Rudolf Ising et Leon Schlesinger
- Musique : Frank Marsales
- Production : Leon Schlesinger Studios
- Distribution : Warner Bros. Pictures
- Durée : 7 minutes 30 secondes
- Format : noir et blanc - mono
- Langue : anglais
- Pays : États-Unis
- Date de sortie :  États-Unis : 5 août 1933
- Genre : Dessin-animé
- Licence : domaine public[1]